# Rhodomyrtus surigaoensis
Rhodomyrtus surigaoensis är en myrtenväxtart som beskrevs av Adolph Daniel Edward Elmer. Rhodomyrtus surigaoensis ingår i släktet Rhodomyrtus och familjen myrtenväxter. Inga underarter finns listade i Catalogue of Life.